# Labruyère (Oise)
Labruyère település Franciaországban, Oise megyében. Lakosainak száma 699 fő (2022. január 1.). Labruyère Catenoy, Bailleval, Rosoy és Sacy-le-Grand községekkel határos.

## Népesség
A település népességének változása:
| Lakosok száma | 662  | 677  | 694  | 691  | 700  | 710  | 724  | 712  | 699  |
|               | 2013 | 2015 | 2016 | 2017 | 2018 | 2019 | 2020 | 2021 | 2022 |